# Keter-David-Synagoge (Isfahan)
Die Keter-David-Synagoge (persisch کنیسه کترداوید oder کنیسه کتر داوود Kanise-ye Keter David, hebräisch בית הכנסת כתר דוד, „Synagoge der Krone des David“) ist eine Synagoge in der iranischen Stadt Isfahan, die im Jahre 1940 eröffnet wurde.

## Standort
Die Keter-David-Synagoge steht am Palästina-Platz an der Nordseite der Amadegah-Straße und der Westseite der Ostandari-Straße, 80 m nördlich der Al-Aqsa-Moschee (مسجد اقصي), die südlich des Palästina-Platzes an der Westseite der Ferdosi-Straße steht.
Neben der Synagoge von Golbahar ist die Keter-David-Synagoge die einzige Synagoge Isfahans, die nicht im Stadtteil Dschuybare steht.

## Bau und Bedeutung für das jüdische Gemeindeleben
Die Keter-David-Synagoge wurde 1940 als letzte Synagoge Isfahans errichtet und befindet sich als einzige der Stadt neben der Synagoge von Golbahar nicht im alten jüdischen Viertel Dschuybare, während es ebendort dreizehn (ehemals vierzehn) Synagogen gibt, die zwischen 1700 und der ersten Hälfte des 20. Jahrhunderts entstanden. Heute gilt jedoch die Keter-David-Synagoge als Hauptsynagoge der Stadt. Dies entspricht der heutigen Struktur der jüdischen Gemeinde: Im Jahre 2003 lebten in Isfahan etwa 1500 Juden, davon jedoch nur noch etwa zehn Familien im alten jüdischen Viertel im Stadtteil Dschuybare.

## Architektur
Die Keter-David-Synagoge ist im Gegensatz zu den älteren Synagogen in Dschuybare mit modernen Baumaterialien gebaut. Sie hat einen rechteckigen Grundriss und hat zwei Stockwerke: In der Mitte um die Bima erstreckt sich der Raum über beide Geschosse, während zwischen den Seitenwänden und den tragenden Säulen rundherum eine Empore verläuft. Während im Erdgeschoss die Plätze für Männer sind, gibt es auf den Emporen die Plätze für Frauen. Außen verläuft um die Synagoge eine Mauer, und zum Besuch muss der Ausweis vorgelegt werden.